# Ainsi soit je...
Ainsi soit je... är Mylène Farmers andra studioalbum, släppt i april 1988.

## Låtlista
1. L'Horloge
2. Sans contrefaçon
3. Allan
4. Pourvu qu'elles soient douces
5. La ronde triste
6. Ainsi soit je...
7. Sans logique
8. Jardin de Vienne
9. Déshabillez-moi
10. The Farmer's conclusion